# Netlabel
Netlabel或称网络唱片厂牌，是指以在互联网上传播和散布以MP3及Ogg格式为载体的艺术家音乐性质的小型唱片厂牌。与传统唱片公司不同的是，Netlabel的音乐一般都以完全免费的性质传播，并大都基于一个通用的公共授权。（比如Creative Commons licenses, 中文译名为“创作共用”）。一般情况下，艺术家掌有自己音乐作品的版权。大多数的传播行为都采用游击营销的方式传播，少数Netlabel会有额外的资金供给于加盟的艺术家。
在大多数情况下Netlabel都是由单独的个体维系厂牌的运作，这与传统唱片公司的性质截然不同。大多数作品都由艺术家本人独自掌握，处于一个唯一的身份维系他的作品使用权。

## 历史
在线音乐小组的始建要追溯到个人电脑应用初期，相关联于电视游戏和demoscene小组。早期的音乐小组通过发布基于DOS下的MOD格式数字文件，并俯着于通过C语言编写的视觉演示及创作小组自己绘制的材质，以软盘的性质免费传播。
而Netlabel性质的确定则要推进至1990年MP3格式的发展及普及，大多数相关联的音乐作品都是电子及周边性质的音乐形式。
时至今日Netlabel快速的发展和壮大于全世界。Netaudio音乐拥有传统商业模式所不具备的快速传播和适应于现代化的授权方式，让听众可以通过流媒体或免费下载收听到艺术家们的创作，这些因素构成了Netlabel的主要成分。